# Верба двоколірна
Верба двоколірна (Salix bicolor у т. ч. Salix phylicifolia) — вид квіткових рослин із родини вербових (Salicaceae).

## Біоморфологічна характеристика
Це кущ заввишки 2–4 метри. Пагони гладкі, злегка запушені, блискучі, коричнювато-ржаві. Листки овальні, голі, 3–8 см завдовжки, в 1.5–2.5 рази довші за ширину, зверху блискучі темно-зелені, знизу тьмяно-блакитно-зелені, цілокраї або нерівнозубчасті. Квітки з'являються разом з листям. Сережки до 3 × 1 см. Плоди до 5 мм завдовжки, спочатку коротко і густо запушені, потім голі. Насіння циліндричне, 1.2–1.4 × 0.35–0.45 мм; поверхня злегка зморшкувата, тьмяна, коричнева. 2n=76, 114.

## Середовище проживання
Країни зростання: Австрія, Чехія, Німеччина, Швейцарія, пд. Польща, Словаччина, зх. Україна, Румунія, Андорра, пн. Іспанія, Франція. Населяє гори, болотисті луки, джерела. 
В Україні вид росте у високогір'ях Карпат (Чорногора), дуже рідко.

## Використання
Декоративна рослина.